# Atlanta Dream

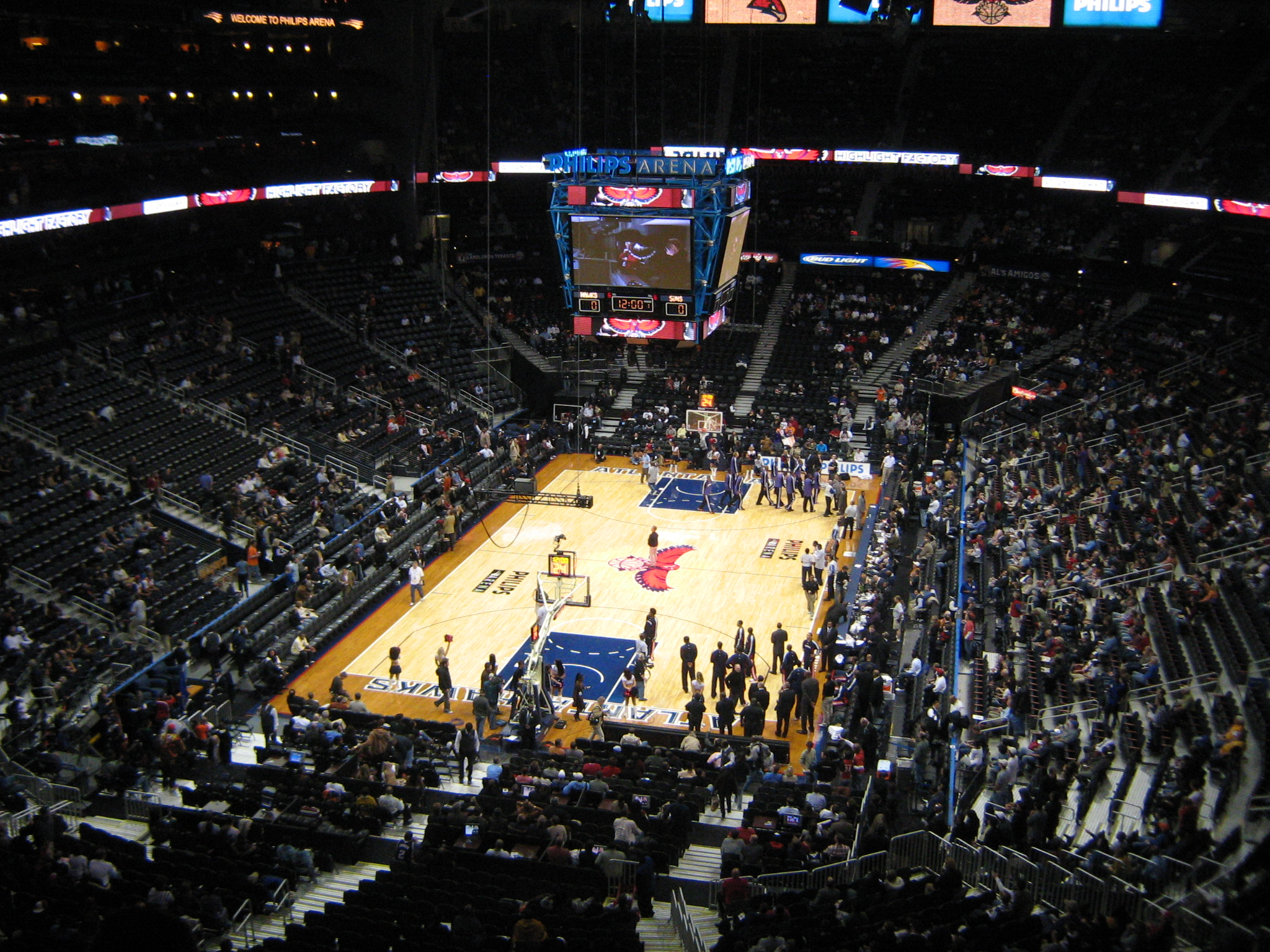
Philips Arena, lar do Atlanta Dream

O Atlanta Dream é um time de basquete feminino que joga na Women's National Basketball Association (WNBA), e o time tem sede em Atlanta, Geórgia.

## Ligações Externas
- Interview with J. Ronald Terwilliger
- Article announcing new franchise
- Atlanta names Meadors Head coach/ General manager
- Atlanta announces Team Name
- Atlanta's expansion draft results